# Мельник, Василий Иванович
Василий Иванович Мельник (род. 8 ноября 1972, Москва) — российский писатель, редактор, работает в жанре научной фантастики и фэнтези; получил известность под псевдонимами Василий Иванович Мидянин и Василий Иванович Орехов.
В 2000 году закончил Московский государственный университет печати по специальности «Издательское дело и книжная торговля». Работал литературным и ведущим редактором в московских издательствах, занимался книготорговым бизнесом, работой в сфере онлайн-игр и интерактивных книг.
В 2000—2002 гг. — руководитель отдела фантастики в издательстве Центрполиграф.
В 2002—2003 гг. — заместитель главного редактора журнала Звездная дорога.
В 2002—2012 гг. — ведущий редактор редакции фантастики издательства Эксмо.
В 2012—2014 гг. — руководитель студии Midian в компании NARR8, специализировавшейся на выпуске интерактивных книжных сериалов (сериалы «Истребители Кошмаров» и «Тайный город»).
В 2014 г. — редактор сценарного отдела компании по производству онлайн-игр Game Insight.
С 2014 г. по 2022 г. — руководитель направления «Спецпроекты» редакции Жанры издательства АСТ.
С 2019 г. по 2022 г. — постоянный колумнист и кинообозреватель сетевого ресурса «Fitzroy» (под псевдонимом Василий Мидянин).
В литературе дебютировал: как Василий Мидянин — в 2001 году рассказом «Ночной монстр», опубликованным в альманахе «Наша фантастика — 2000»; как Василий Орехов — в 2007 году повестью «Последняя охота», опубликованной в сборнике «Русский фантастический боевик — 2007».
Дебютная книга — «Зона поражения» (2007), вышедшая под псевдонимом «Василий Орехов» в рамках литературно-игрового проекта S.T.A.L.K.E.R.
Лауреат множества литературных премий, в основном за составление антологий и межавторских сборников фантастических произведений. В 2017 году вошел (как Василий Мидянин) в число финалистов международной «АБС-премии» за роман «Повелители Новостей».
Общий тираж книг Василия Ивановича к настоящему моменту составляет более 500 000 экземпляров.